# William Edward Barclay
William E. Barclay (14 juin 1857 – 30 janvier 1917) fut le premier entraîneur d'Everton et de Liverpool travaillant avec John McKenna.
Son temps passé sur la banc d'Everton fut moindre. Il les entraina pour leur 22 premiers matchs. Mais la majorité des joueurs quitta Anfield à cause d'une dispute sur le loyer du stade. Barclay fut l'une des personnes qui restèrent à Anfield pour former un nouveau club qui deviendra Liverpool.